# Liste der Monuments historiques in La Richardais
Die Liste der Monuments historiques in La Richardais führt die Monuments historiques in der französischen Gemeinde La Richardais auf.

## Liste der Objekte
| Bezeichnung | Beschreibung    | Standort                        | Kennzeichnung | Schutzstatus | Datum | Bild |
| ----------- | --------------- | ------------------------------- | ------------- | ------------ | ----- | ---- |
| Votivbild   | 19. Jahrhundert | in der Kirche St-Clément (Lage) | PM35001187    | Inscrit      | 1979  |      |